# Otto Conrad (Heimatforscher)
Otto Conrad (* 17. September 1901 in Ilsfeld; † 29. März 1988 in Ludwigsburg-Oßweil) war südwestdeutscher Lehrer und Heimatforscher.

## Biografie
Conrad entstammte einer alten Ilsfelder Familie, besuchte ein Lehrerseminar und war Lehrer in Lomersheim, Hertmannsweiler und zuletzt Rektor der Grund- und Hauptschule in Ludwigsburg-Oßweil. Bereits als junger Lehrer interessierte er sich für die Frühgeschichte seiner Heimat und erzielte bei Grabungen erste Funde, darunter ein keltisches Amulett und ein steinzeitliches Messer. Ab den 1920er Jahren hat er vielfach über geschichtliche Themen zu seinem Heimatort Ilsfeld publiziert. Zu seinen Verdiensten zählt auch die Sammlung der Namen der Auswanderer sowie Ausmarschierten und Gefallenen des Ersten Weltkriegs im Goldenen Buch der Gemeinde Ilsfeld. Seine bekanntesten Schriften sind Geschichte der Schule in Ilsfeld (1932) und Kleine Heimatkunde von Ilsfeld (1952). Auch im 1989 erschienenen Werk Ilsfeld in Geschichte und Gegenwart stammen noch zahlreiche Beiträge von ihm.